# 卡里雷
卡里雷是巴西塞阿拉州的一个市镇。总面积756.893平方公里，总人口18554人，人口密度24.5人/平方公里。